# Edgar
Edgar er en opera med betegnelsen dramma lirico i tre (oprindelig fire) akter af Giacomo Puccini til en italiensk libretto af Ferdinando Fontana, frit efter skuespillet La Coupe et les lèvres på vers af Alfred de Musset. Urpremieren fandt sted på Teatro alla Scala i Milano den 21. april 1889.
Edgar er Puccinis anden opera og blev komponeret på bestilling fra forlaget Ricordi, da komponistens første opera, Le villi var blevet vel modtaget. Den oprindelige version af Edgar havde fire akter og blev dog lunkent modtaget. I januar 1890 offentliggjorde Ricordi en revideret version, som bl.a. havde en en anden slutning i anden akt. I efteråret 1891 reviderede Puccini værket igen, idet han skar sidste akt væk og omarbejdede operaen til tre akter. I 1905 reviderede han værket en sidste gang. 
I denne endelige form fik operaen imidlertid endnu mindre succes, end den havde fået med sin oprindelige struktur i fire akter. Noget af musikken, der blev skåret væk i 1891 blev genbrugt i Tosca og blev til den smukke duet i tredje akt, "Amaro sol per te m'era il morire!" Sørgemarchen fra tredje akt blev spillet ved Puccinis begravelse under direktion af Arturo Toscanini. 
Parallellerne til Bizets Carmen er mange. Begge operaer har en forvirret ung mand (tenor: Edgar vs. Don José), der kæmper for at vælge mellem den rene kyske kærlighed til en pige fra hjemegnen (sopran: Fidelia vs. Micaela) og den altfortærende lidenskab for en eksotisk, men troløse pige (mezzosopran: Tigrana vs. Carmen).

## Roller
| Rolle                                  | Stemmetype  | Originalbesætning, 21. april 1889 (Dirigent: Franco Faccio) |
| -------------------------------------- | ----------- | ----------------------------------------------------------- |
| Edgar                                  | Tenor       | Gregorio Gabrielesco                                        |
| Fidelia                                | Sopran      | Aurelia Cattaneo                                            |
| Tigrana                                | Mezzosopran | Romilda Pantaleoni                                          |
| Frank                                  | Baryton     | Antonio Magini-Coletti                                      |
| Gualtiero, far til Fidelia og Frank    | Bas         | Pio Marini                                                  |
| Bønder, soldater, hoffolk, munke, børn |             |                                                             |

## Synopsis (treaktsversionen)
Sted: Flandern.
Tid: 1302.

### Første akt
Fidelia giver Edgar, der er ved at vågne, en blomstrende kvist fra et mandeltræ, men går, da hun ser Tigrana nærme sig. Tigrana forsøger at lokke Edgar til at vende tilbage til deres udsvævende liv, men det mislykkes, da Edgar erklærer, at han kun elsker Fidelias renhed. Frank, der altid har elsket Tigrana, kommer ind, men han kan ikke vinde hendes kærlighed. I stedet skændes de. 
Tigrana spotter landsbyboernes bøn, og de beordrer hende til at forlade landsbyen. Hun trækker sig tilbage til Edgars hus, hvor han forsvarer hende mod den vrede menneskemængde. Han bebuder, at han vil tage med hende, og nedbrænde sit hus, før de forlader byen. Frank forsøger at stoppe dem, men såres i en duel med Edgar. Landsbyboerne forbander de flygtende elskende.

### Anden akt
Edgar har forladt et vildt orgie i Tigranas hus. Han er træt af sit udsvævende liv og længes efter at vende tilbage til Fidelia. Tigrana kommer til ham for at lokke ham tilbage til festen, men lige da det er ved at lykkes for hende, kommer en deling soldater forbi. Edgar er overrasket over, at det er Frank, der står i spidsen for dem, og beder om tilgivelse. Frank giver den glad, fordi kampen mellem dem faktisk brød Tigranas greb om ham. For at undslippe Tigrana slutter Edgar sig til delingen trods hendes protester. Tigrana sværger hævn, da mændene forlader hende. 

### Tredje akt
En stor begravelsesprocession bærer liget af Edgar, der er faldet i kamp, frem. Frank og mængden priser Edgar som en helt, men den munk, som hørte Edgars døende tilståelse angiver ham. Han afslører Edgars synd og udskejelser, og mængden forbander Edgar. Kun Fidelia står op for Edgar og sværger, at hun vil møde ham i himlen. 
Efter at mængden er gået, kommer Tigrana grædende ind. Hun er oprørt over, at ingen vil se hende græde for Edgar. Frank og munken beder hende om at angive Edgar, men hun modstår det, indtil de tilbyder hende juveler. Mængden vender da tilbage. Munken hævder, at Edgar forrådt sit land for guld, og Tigrana bekræfter modstræbende dette. Soldaterne forsøger at skænde kroppen og opdager, at det er kun en tom rustning. Munken afslører sig som Edgar i forklædning og skal til at gå sammen med Fidelia, den eneste, der forblev tro mod ham, da den hævntørstige Tigrana dræber Fidelia med et knivstik. Edgar græder, idet soldaterne pågriber Tigrana, og folkemængden beder en bøn.

## Udvalgte arier
- "O fior del giorno" – Fidelia i første akt
- "Gia il mandorlo Vicino" – Fidelia i første akt
- "Questo amor, vergogna Mia" – Frank i første akt
- "Tu il cuor mi strazi" – Tigrana i første akt
- "Orgia, fantasifoster dall'occhio vitreo" – Edgar i anden akt
- "Addio, mio dolce amor" – Fidelia i tredje akt
- "Nel villaggio d'Edgar" – Fidelia i tredje akt
- "Ah! Se scuoter della morte" – Tigrana i tredje akt i første udgave
- "Un'ora almen" – Fidelia i fjerde akt i første udgave

## Diskografi
| År   | Besætning (Edgar, Fidelia, Tigrana, Frank)                            | Dirigent Operahus og orkester                                                                                   | Pladeselskab                                      |
| ---- | --------------------------------------------------------------------- | --- | ------------------------------------------------- |
| 1977 | Carlo Bergonzi, Renata Scotto, Gwendolyn Killebrew, Vicente Sardinero | Eve Queler, Opera Orchestra of New York, Schola Cantorum of New York (Live-optagelse fra Carnegie Hall i april) | Audio CD: CBS/Sony Classical Cat: M2K 79213       |
| 2006 | Plácido Domingo, Adriana Damato, Marianne Cornetti, Juan Pons         | Alberto Veronesi, Orchestra dell'Accademia Nazionale di Santa Cecilia                                           | Audio CD: Deutsche Grammophon Cat: 00289 477 6102 |